# Andrew Libano
Andrew Jackson Libano (Nueva Orleans, 19 de enero de 1903-Nueva Orleans, 22 de junio de 1935) fue un deportista estadounidense que compitió en vela en la clase Star. Participó en los Juegos Olímpicos de Los Ángeles 1932, obteniendo una medalla de oro en la clase Star.

## Palmarés internacional
| Juegos Olímpicos | Juegos Olímpicos             | Juegos Olímpicos | Juegos Olímpicos |
| Año              | Lugar                        | Medalla          | Clase            |
| ---------------- | ---------------------------- | ---------------- | ---------------- |
| 1932             | Los Ángeles (Estados Unidos) | Medalla de oro   | Star             |